# احمد جاسم محمد
احمد جاسم محمد (انگلیسی: Ahmad Jassim؛ زادهٔ ۴ مهٔ ۱۹۶۰) یک بازیکن فوتبال اهل عراق است.
وی همچنین در تیم ملی فوتبال عراق بازی کرده است.